# Ashby de la Zouch Castle
Ashby de la Zouch Castle er en middelalderborg i byen Ashby-de-la-Zouch i Leicestershire i England. Den blev bygget af William, Lord Hastings, der var en af Edvard 4.s favoritter efter 1473. Til borgen hører omkring 1.200 ha dyrepark. Den blev bygget oven på en tidligere herregård, og man byggede to store tårne og forskellige mindre bygninger i 1483, da Hastings blev henrettet af Richard 2., hertug af Gloucester. Hastings familien brugte borgen som hovedsæde i flere generationer. De forbedrede parken og havde flere royale besøg.
Under den engelske borgerkrig i 1640'erne blev Henry, den yngre søn i Hastings-familien, kavalerernes kommandør i the Midlands. Han brugte borgen til efter en belejring. Et nyt oprør opstod i 1648. Det ledte til at parlamentet ødelagde borgen, for at sikre, at den ikke blev brugt igen. De to tårne blev sprængt med krudt og underminering. Dele af resten blev brugt til et nyt hus for Hastings-familiens medlemmer i mange år, selv om den flyttede til Donington Hall.
Borgen blev berømt efter Walter Scotts roman Ivanhoe i 1819, og ejeren, Francis Rawdon, åbnede ruinen for besøgende. I det næste århundrede blev der foretaget en del restaureringer på ruinen, men i 1932 kunne Rawdon-familien ikke længere drive borgen. Den overgik til Ministry of Works, som udførte store reparationer og åbnede parken. I 2000-tallet bliver borgen drevet af English Heritage som turistattraktion. I 2015 havde stedet 15.164 besøgende. Historikeren John Goodall ser stedet som et "fremragende eksempel på en senmiddelalderborg" og ser, at parken er "et af de bedst-bevarede og vigtigste" eksempler på tidlig tudor havearkitektur.